# Mack Sennett
Mack Sennett (tên khai sinh: Michael Sinnott, sinh ngày 17 tháng 1 năm 1880 - mất ngày 05 tháng 11 năm 1960) là một người Mỹ gốc Canada. Ông được biết đến như một nhà cải cách phim hài. Trong suốt cuộc đời của mình, ông được biết đến với cái tên "Vua của Hài kịch". Ông đã được nhận giải Oscar cho phim ngắn hay nhất trong phim ngắn Live Action năm 1932 và ông đã nhận được giải thưởng Học viện Danh dự năm 1937. 

## Cuộc sống lúc nhỏ
Sinh ra Michael Sinnott tại Richmond Ste-Bibiane Parish, Quebec, Canada, ông là con của Công giáo Ailen John Sinnott và Catherine Foy, kết hôn năm 1879 tại Tingwick St-Patrice Parish (Québec). Những người mới cưới chuyển cùng năm với Richmond, nơi John Sinnott được thuê làm người lao động. Đến năm 1883, khi anh trai của Michael, George sinh ra, John Sinnott đã làm việc tại Richmond như một chủ hiệu xe; Ông đã làm việc như một chủ nhà trọ trong nhiều năm sau đó. John Sinnott và Catherine Foy đã có tất cả con của họ và lớn lên trong gia đình của họ ở Richmond, sau đó là một thị trấn nhỏ Eastern Townships. Vào thời điểm đó, ông bà Michael đang sống ở Danville, Québec. Michael Sinnott chuyển đến Connecticut khi ông mới 17 tuổi.
Ông sống trong một thời gian ở Northampton, Massachusetts, nơi mà, theo cuốn tự truyện của mình, Sennett đầu tiên có ý tưởng để trở thành một ca sĩ opera sau khi nhìn thấy một tạp kỹ chương trình. Ông tuyên bố rằng luật sư đáng kính nhất trong thị trấn, thị trưởng Northampton (và Tổng thống tương lai của Hoa Kỳ) Calvin Coolidge, cũng như mẹ của Sennett, đã cố gắng để nói chuyện với anh ta khỏi những tham vọng âm nhạc của anh ta. 
Trong thành phố New York, Sennett trở thành một diễn viên, ca sĩ, vũ công, chú hề, thiết lập thiết kế, và giám đốc cho Biograph. Một sự khác biệt lớn trong sự nghiệp diễn xuất của anh, thường bị bỏ qua, là thực tế Sennett đã chơi Sherlock Holmes mười một lần, mặc dù là một trò nhại, giữa năm 1911 và năm 1913.

## Hãng phim Keystone
Mack Sennett Studios, c. Năm 1917
Với sự hỗ trợ tài chính từ Adam Kessel và Charles O. Bauman của Công ty Hình ảnh Điện ảnh New York, Michael "Mack" Sennett đã thành lập Keystone Studios ở Edendale, California vào năm 1912 (hiện là một phần của Công viên Echo). Toà nhà chính đầu tiên là sân khấu và studio phim hoàn chỉnh đầu tiên được xây dựng, vẫn còn đó ngày hôm nay. Nhiều diễn viên quan trọng đã củng cố sự nghiệp điện ảnh của mình với Sennett, bao gồm Marie Dressler, Mabel Normand, Charles Chaplin, Harry Langdon, Roscoe Arbuckle, Harold Lloyd, Raymond Griffith, Gloria Swanson,
Mack Sennett của hài phim hài đã được ghi nhận cho những cuộc rượt đuổi xe hoang dã của họ và mãng cầu pie chiến tranh đặc biệt là trong loạt Keystone Cops. Ngoài ra, nữ diễn viên hài đầu tiên của Sennett là Mabel Normand, người đã trở thành một ngôi sao lớn dưới sự chỉ đạo của mình và với người mà ông bắt tay vào một mối quan hệ lãng mạn lãng xẹt. Sennett cũng phát triển Kid Comedies , tiền thân của bộ phim Our Gang , và trong một thời gian ngắn, tên của anh trở nên đồng nghĩa với bộ phim hài màn hình được gọi là "nhấp nháy" vào thời điểm đó. Năm 1915, Keystone Studios trở thành đơn vị sản xuất độc lập của Tập đoàn Triangle Film đầy tham vọng, khi Sennett hợp tác với D. W. Griffith và Thomas Ince, cả hai nhân vật quyền lực trong ngành công nghiệp điện ảnh.